# Канаци (Тренто)
Канаци је насеље у Италији у округу Тренто, региону Трентино-Јужни Тирол.
Према процени из 2011. у насељу је живело 16 становника. Насеље се налази на надморској висини од 337 м.